# Pawieł Gorbulin
Pawieł Nikołajewicz Gorbulin (ros. Павел Николаевич Горбулин, ur. 23 maja?/5 czerwca 1909 w Kursku, zm. 2000) – radziecki politruk i funkcjonariusz organów bezpieczeństwa, generał major, ludowy komisarz/minister spraw wewnętrznych Tatarskiej ASRR (1943-1948).

## Życiorys
Członek WKP(b), od 1928 funkcjonariusz Komsomołu, 1931 ukończył Uniwersytet Komunistyczny im. Jakowa Swierdłowa, 1931-1933 instruktor wydziału politycznego brygady lotniczej, komisarz wojskowy oddziału powietrznodesantowego, 1933-1937 instruktor wydziału politycznego i komisarz oddziału Instytutu Naukowo Badawczego Sił Wojskowo-Powietrznych Armii Czerwonej. Od 1939 sekretarz komitetu WKP(b) NKWD ZSRR, od 7 maja 1943 do 1948 ludowy komisarz/minister spraw wewnętrznych Tatarskiej ASRR w stopniu komisarza bezpieczeństwa państwowego, a od 9 lipca 1945 generała majora NKWD. W 1954 funkcjonariusz MWD ZSRR.

## Odznaczenia
- Order Czerwonego Sztandaru
- Order Czerwonego Sztandaru Pracy
- Order Wojny Ojczyźnianej I klasy
- Order Czerwonej Gwiazdy